# Dracula velutina
Dracula velutina là một loài lan.